# Ischnus angulatus
Ischnus angulatus är en stekelart som först beskrevs av Cresson 1874.  Ischnus angulatus ingår i släktet Ischnus och familjen brokparasitsteklar. Inga underarter finns listade i Catalogue of Life.